# Gorytos

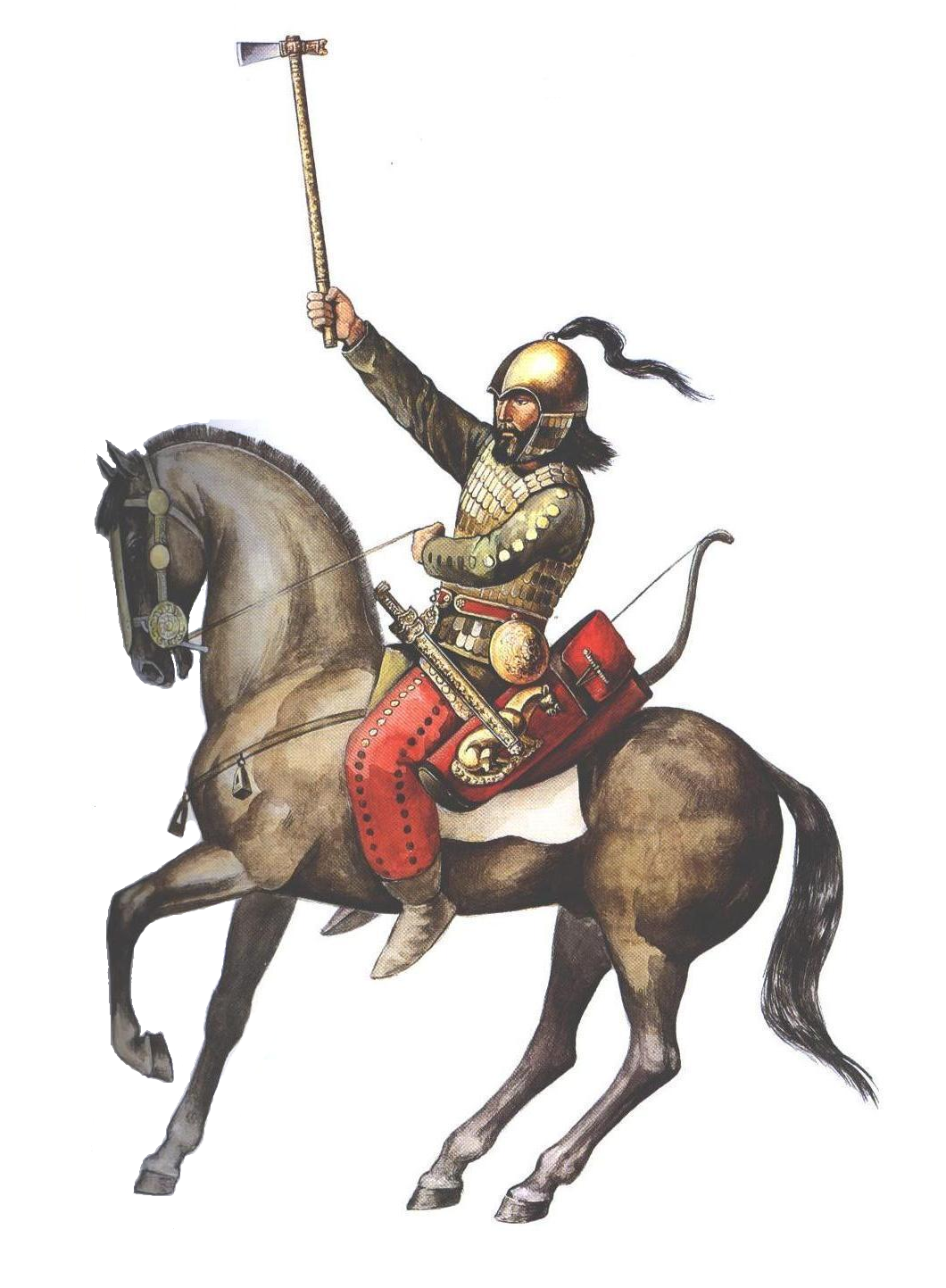
Guerriero scita con gorytos ed altro equipaggiamento

Un gorytos (in greco antico: γωρυτός?, in latino gorytus) indicava nell'antichità classica la custodia per un tipo di arco corto ricurvo, detto arco scitico. Solitamente il gorytos poteva contenere la faretra completa di arco e frecce. Molti gorytos erano riccamente decorati; ne sono stati rinvenuti alcuni all'interno di tombe macedoni, come la cosiddetta "Tomba di Filippo" a Verghìna, risalente alla seconda metà del IV secolo a.C. Venivano utilizzati anche dai Persiani.  Gli indo-greci adottarono l'arco ricurvo ed il gorytos come parte del loro equipaggiamento anti-cavalleria all'incirca a partire dal 100 a.C., come rappresentato sulle loro monete.